# Graaf van Arundel

wapen van d'Aubigny, graaf van Arundel uit de wapenrol van ene Karel uit de dertiende eeuw. Dit wapen is gereserveerd voor Hugo d'Aubigny, 5e graaf van Arundel (d.1243). De blazoenering luidt: Een schild van keel met daarop een gouden lion rampant Dit wapen werd overgenomen door de familie FitzAlan, de opvolgers van de familie dÁubigny als graaf van Arundel. Richard FitzAlan, 8e graaf van Arundel (1266-1302) liet het wapen in 1300 in de Falkirk-rol, in de Glover’s-rol en in het gedicht over Caerlaverock vastleggen. Tegenwoordig is dit wapen het vierde kwartier van het wapen van Norfolk. De familie Fitz-Alan Howard die die tegenwoordig de titel graaf van Arundel dragen gebruiken het wapen nog steeds

De graaf van Arundel is de edelman van het oudste nog bestaande Engelse graafschap. Hij draagt de oudste adellijke titel in de Peerage van Engeland. Deze titel wordt samen met de titel graaf van Surrey gewoonlijk als hoffelijkheidstitel gevoerd door de vermoedelijke opvolger van de hertog van Norfolk, vaak diens oudste zoon.

## Geschiedenis
De titel werd in 1138 in het leven geroepen voor de Normandische baron Sir William d'Aubigny. De graven van Arundel stonden tot de dertiende eeuw vaak ook als graaf van Sussex bekend, waarna de laatste titel in onbruik raakte. Rond deze tijd verviel de titel aan het Bretoense huis FitzAlan, waarvan een jongere tak later als het Huis Stuart over Schotland zou heersen.
Traditioneel was het zo dat de kasteelheer van Arundel Castle vrijwel automatisch graaf van Arundel was; dit gebruik werd formeel bevestigd door Hendrik VI. Toch was het niet altijd het geval; sommige heren van Arundel werden tijdens hun leven nooit graaf genoemd. Andere bronnen gaan ervan uit dat de titel een aantal keren opnieuw is ingesteld (meerdere creaties).
M. A. Tierney, kapelaan van de hertog van Norfolk, stelt in zijn boek uit 1834 over de graven van Arundel dat de eerste graaf uit het huis Montgomery kwam. Roger of Montgomery, 1e graaf van Shrewsbury was een van de  belangrijkste generaals van Willem I van Engeland. Hij kreeg Arundel - en meer dan honderd andere huizen - van de koning met het bevel om het van een ommuring te voorzien. Men gaat ervan uit dat Montgomery het oorspronkelijke  mottekasteel gebouwd heeft, ook zou hij een houten donjon gebouwd hebben die over de rivier Arun uitkeek. Montgomery en twee van zijn zonen kunnen als de eerste graven worden gezien, maar worden vaak niet als zodanig erkend.

Arundel Castle en graven van Arundel
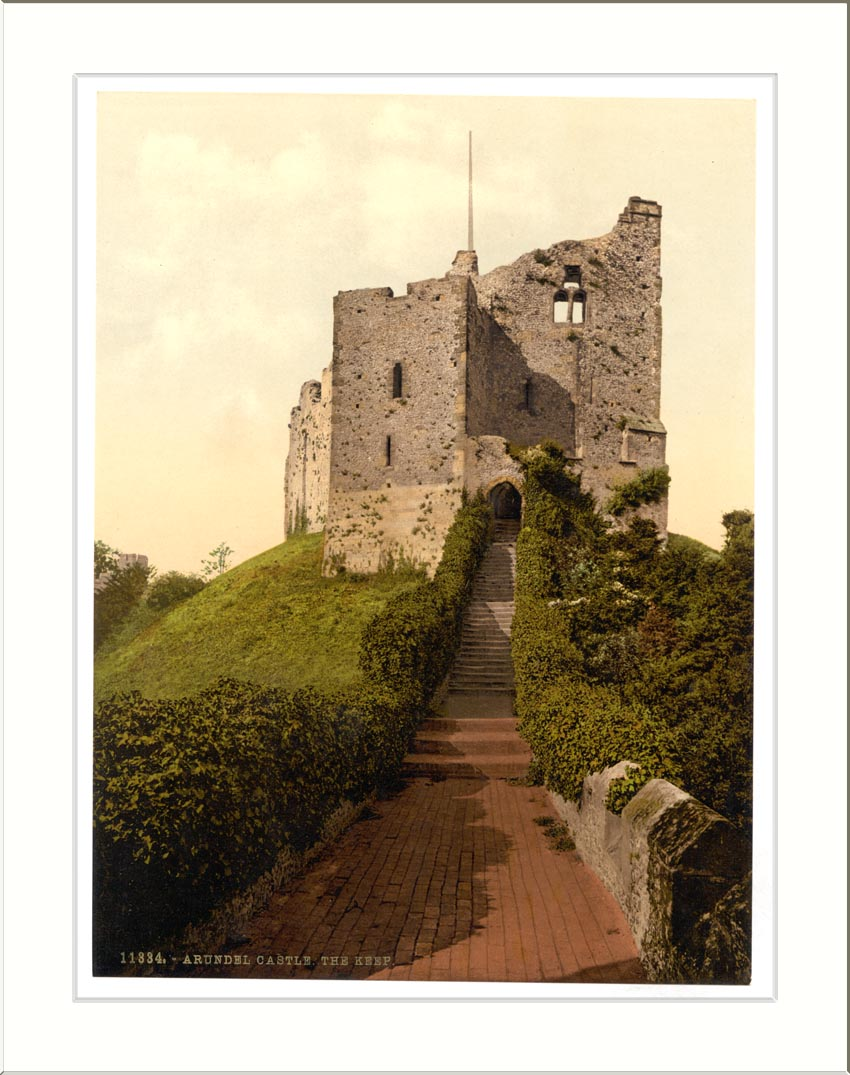
Arundel Castle: De donjon
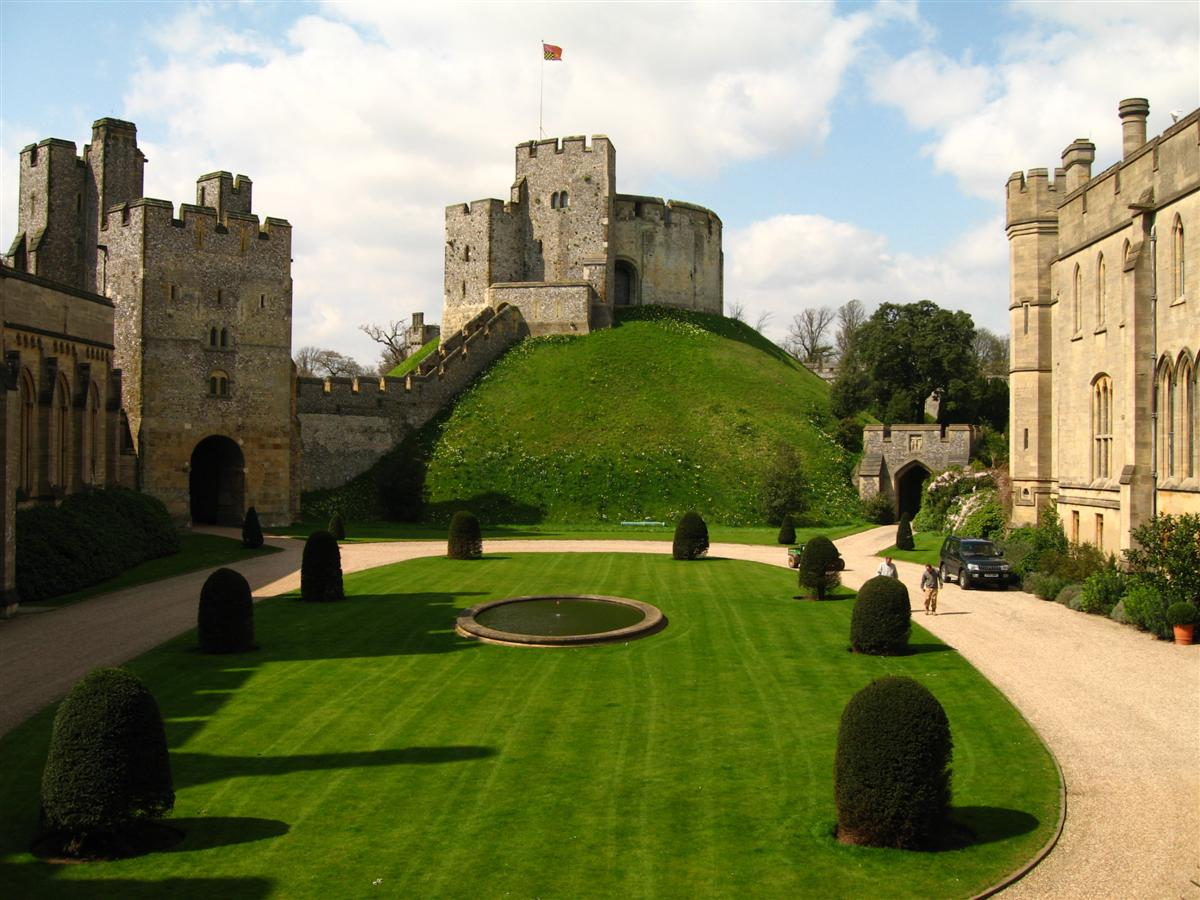
Arundel Castle: De motte
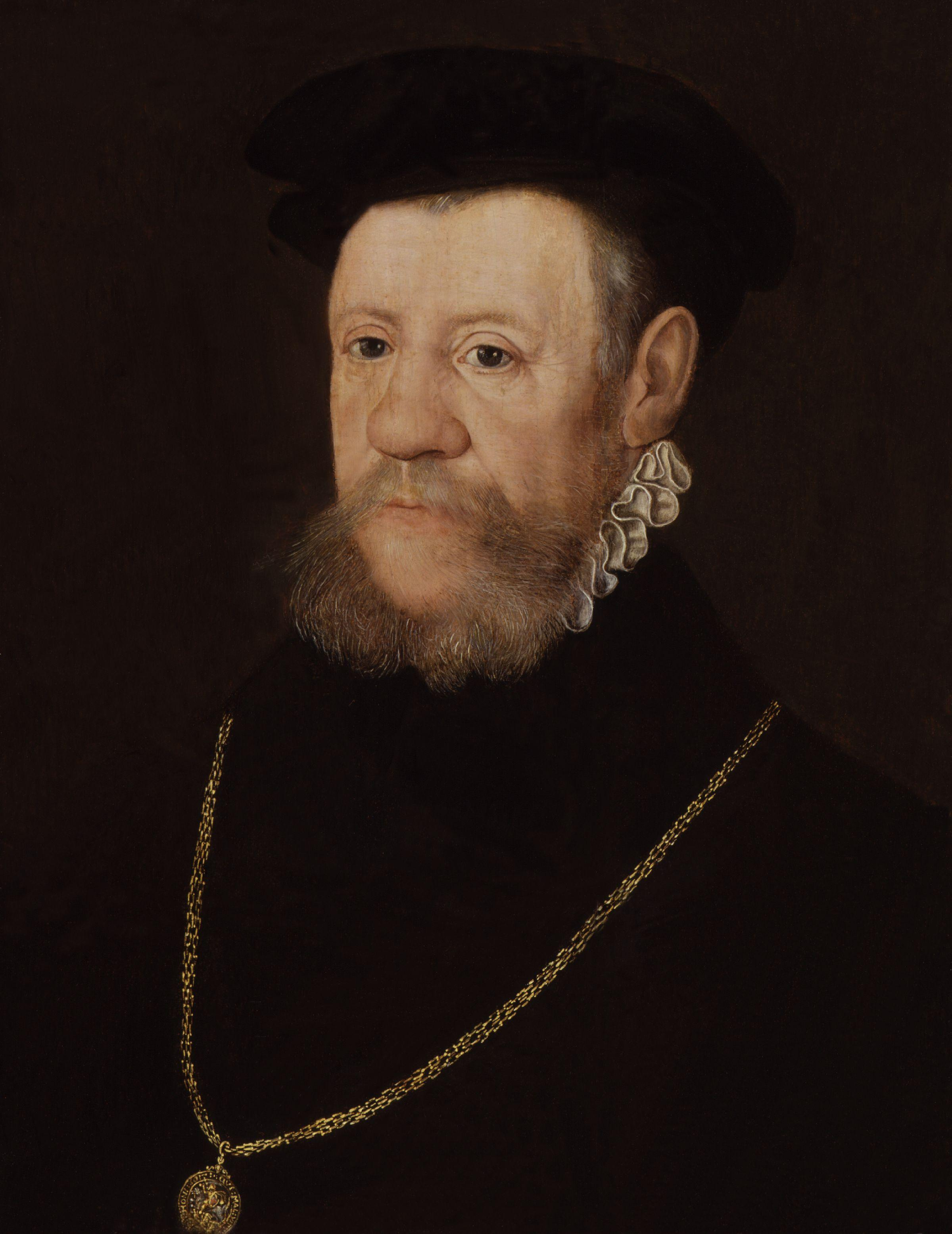
Henry FitzAlan, laatste graaf van Arundel uit het huis Fitzalan
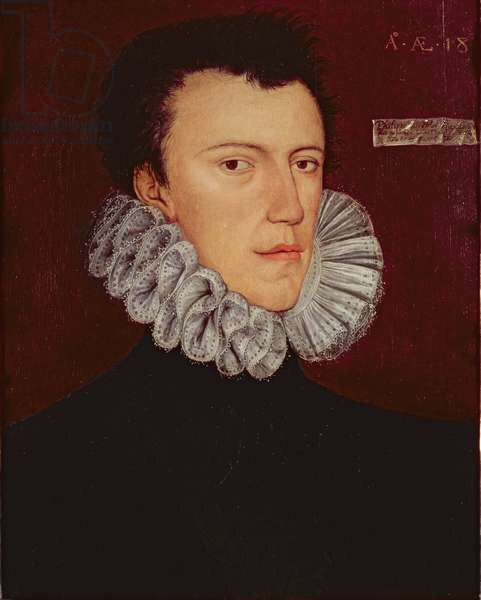
Philip Howard, 1e graaf van Arundel uit het huis Howard
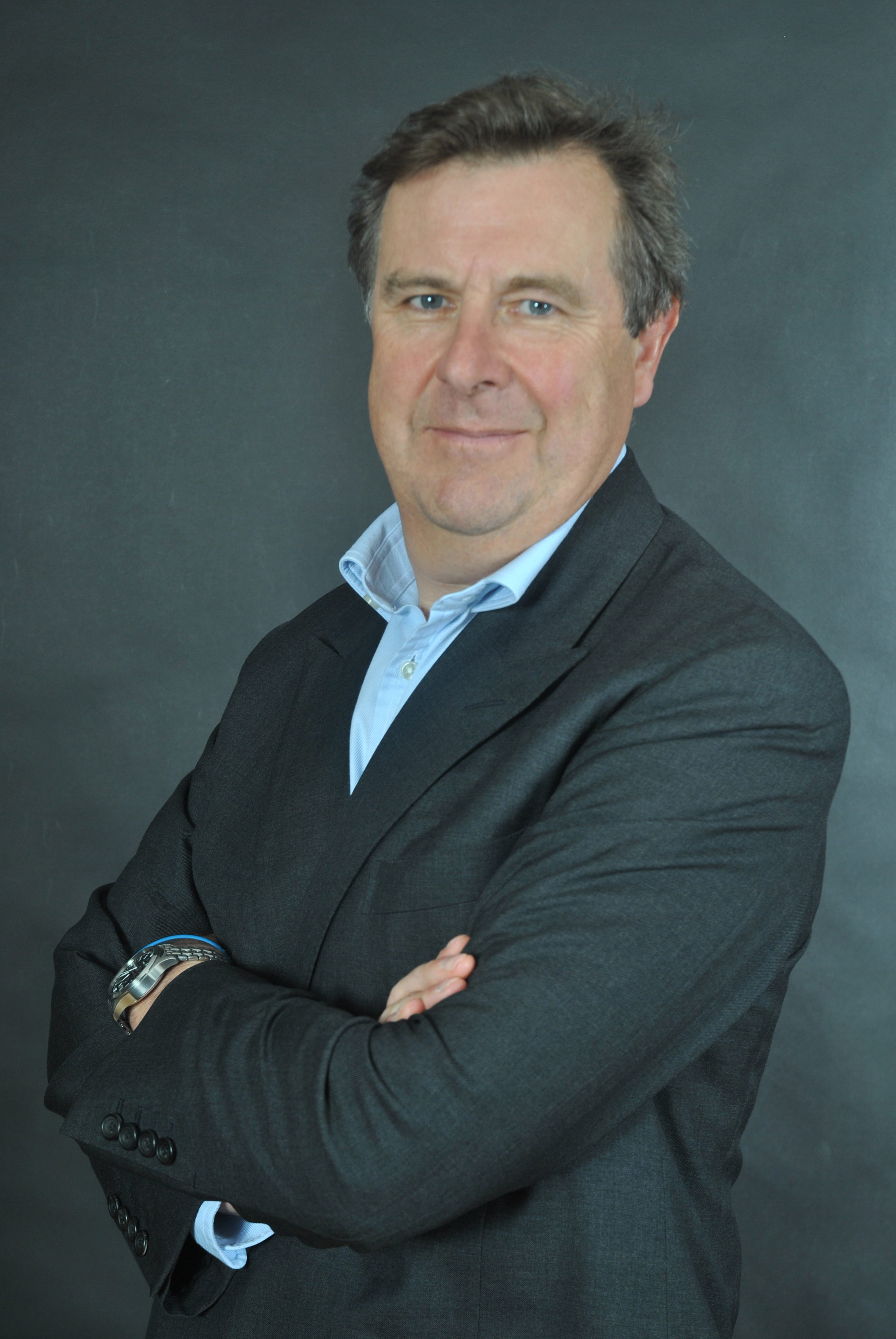
Edward Fitzalan-Howard, 18e hertog van Norfolk en 17e graaf van Arundel

In 1580 overleed de laatste graaf uit het huis FitzAlan zonder mannelijke nakomelingen. Zijn dochter Maria FitzAlan was getrouwd met Thomas Howard, 4e hertog van Norfolk wiens adellijke titels hem echter door koningin Elizabeth I waren ontnomen. Het graafschap ging over op hun zoon Filips, die in 1589 zelf ook bij de koningin in ongenade viel. Koning Jacobus I gaf in 1604 de titel terug aan Filips' zoon Thomas Howard. In 1660 herkreeg de vijfde graaf van Arundel, de vijfde Howard die de titel voerde, ook het hertogdom van Norfolk. Sindsdien vererft de grafelijke titel met het hertogdom.
In 1842 verkreeg Henry Howard, 14e hertog van Norfolk bij Koninklijk Besluit de achternaam Fitzalan-Howard, die nog steeds door deze tak van de familie wordt gevoerd. Edward Fitzalan-Howard is anno 2014 de 18e hertog van Norfolk en de 17e graaf van Arundel.